# Hector Barbossa
Căpitanul (Hector) Barbossa este un personaj fictiv în seria de filme Pirații din Caraibe, portretizat de actorul australian Geoffrey Rush. Barbossa apare în toate filmele seriei. Începând ca un pirat nemaipomenit de strigoi în Blestemul Perlei Negre (2003), personajul moare la sfârșitul filmului. Cu toate acestea, el este revelat că a fost readus la viață la sfârșitul filmului Dead Man's Chest (2006) și apare ca unul dintre cei nouă lorzi ai piraților în filmul La capătul lumii (2007), un corsar cu Royal Navy în filmul Pe ape și mai tulburi (2011), și în cele din urmă ca liderul bogat și influent al flotei sale de pirați în Răzbunarea lui Salazar (2017). De-a lungul seriei, personajul a fost conceptualizat ca un "trickster întunecat" și omologul său căpitanului Jack Sparrow. [1] Geoffrey Rush a visat să joace rolul lui Barbossa.
Johnny Depp a propus ca prenumele personajului să fie „Hector” pe platoul primului film, deși nu este menționat niciodată în film. Întrucât a apărut doar în comentariul DVD (audio comentariu), scriitorii Ted Elliott și Terry Rossio au crezut inițial că a fost fan-made (făcut de fani) atunci când l-au văzut pe internet și au decis să-l folosească.
Informațiile despre copilărie și tinerețe ale lui Barbossa provin din actorul Geoffrey Rush, care a inventat un backstory pentru personaj pentru a-l descrie mai convingător. Potrivit lui Rush, Barbossa s-a născut dintr-un tată necunoscut și a apărut din țara de vest a Angliei într-o nobilă irlandeză sărăcăcioasă, ceea ce se deduce și de Jack Sparrow, pe baza accentului său în The Price of Freedom. Dorind să scape de o viață de sărăcie, a fugit de acasă la vârsta de 13 ani pentru a-și desfășura viața de pirat. La început, Barbossa dorea să fie un marinar cinstit negustor, dar văzând măreția cabinelor căpitanilor pe navele pe care le servise, și-a dat seama că un bărbat de la postul său nu și-a putut permite niciodată un astfel de stil de viață, un marinar cinstit, alegând în schimb o viață de piraterie [11].
Nimic nu se știe despre exploatările sale timpurii ca un pirat înainte de Premiul Libertății. În roman, Barbossa, la începutul anilor '40, este căpitanul schiorului pirat Cobra. După ce a jefuit o barcă franceză din fildeș, nava lui este atacată și scufundată de o echipă de pirați necinstiți și este salvată de înec de membrii echipajului său Pintel și Ragetti. După ce a reușit să ajungă la Tortuga, Lordul de atunci al Piraților din Caraibe îi aduce la Shipwreck Cove pentru a raporta incidentul unui ansamblu de pirați [12]. Câteva luni mai târziu, Jack Sparrow descoperă că atacatorul este vechiul prieten al lui Barbossa, Boris Palachnik, Lordul Piraților din Marea Caspică. Atacatorii sunt aduși în fața unui tribunal de pirați care îl convine pe Davy Jones, care confirmă vinovăția lui Palachnik. Vizitându-l pe Palachink în închisoare, Barbossa i-a acordat în mod necunoscut titlul de Lord Pirat al Mării Caspice, deoarece Palachink îi da piesa lui Opt și nava lui. Cu toate acestea, înainte ca Barbossa să-și poată revendica noua sa navă, pirații necinstiți ies din închisoare și scapă pe nava lui. După aceea, el intenționează să se alăture partidului de vânătoare al căpitanului Teague și îi spune că are o bucată de Opt, sculptată într-un ochi de lemn, pentru echipajul său, mate Ragetti.La scurt timp după ce Jack Sparrow începe să dețină Perla Neagră, Barbossa se alătură drept primul său partener. În seria de cărți Legends of the Brethern Court, Tia Dalma(Calypso) îi îndeamnă să asigure șapte flacoane de aur de umbră pentru a opri răul Domnului Shadow de a dobândi controlul total asupra marilor, distrugând Curtea Fraților cu armata Shadow. Pe parcursul romanelor, ei sunt capabili să strângă toate flacoanele spulberate în întreaga lume prin alianța sau lupta împotriva celorlalți pirați. Ei îl pot învinge pe Lordul Umbrei cu eforturile combinate ale tuturor Lorzilor Pirați, cu promisiunea că Jack va naviga spre Tortuga pentru a recruta un nou echipaj. Barbossa îl oferă să se ocupe de el în locul lui, ceea ce înseamnă că el a recrutat pirați cu intenția de a-i revolta împotriva căpitanului său.
Cu zece ani înaintea evenimentelor din Blestemul Perlei Negre, Barbossa a condus o revoltă împotriva lui Jack Sparrow și l-a maronizat pe o insulă neînsuflețită. Sosind la comoara lui Isla de Muerta, 882 de piese identice de aur aztec, ei îl colectează și îl cheltuie pe tot. Aceștia își dau seama prea târziu că aurul blestemat i-a transformat în nemuritori. La scurt timp după revoltă, Barbossa a fost ucis de către Bootstrap Bill Turner, tatăl lui Will Turner și pirat din echipajul lui Davy Jones prin atașarea unei ghișee la picior și aruncându-l peste bord. Echipa petrece în următorii ani să recupereze aurul aztec și să adune o comoară, în imposibilitatea de a găsi ultima bucată de aur, așa cum l-a trimis Bootstrap Bill fiului său.